# وزنه‌برداری در المپیک تابستانی ۲۰۲۴ – ۷۱ کیلوگرم زنان
مسابقات وزنه‌برداری ۷۱ کیلوگرم زنان، یکی از وزن‌های وزنه‌برداری در المپیک ۲۰۲۴ پاریس بود که ۷ اوت ۲۰۲۴ در نمایشگاه پورت دو ورسای پاریس برگزار شد.
اولیویا ریوس توانست ایالات متحده را پس از المپیک ۲۰۰۰، به مدال طلا برساند.

## رکوردها
رکوردهای زیر تا پیش از این دوره از بازی‌ها شکسته شده بود.
پیش از این رقابت، رکوردهای جهانی و المپیک موجود به شرح زیر بود.
| رکورد جهانی  | یک ضرب | آنگی پالاسیوس (ECU)  | ۱۲۱ کیلوگرم | هاوانا, کوبا        | ۱۴ ژوئن ۲۰۲۳    |  |
| رکورد جهانی  | دو ضرب | سونگ کوک-هیانگ (PRK) | ۱۵۴ کیلوگرم | تاشکند, ازبکستان    | ۷ فوریه ۲۰۲۴    |  |
| رکورد جهانی  | مجموع  | لیائو گویفانگ (CHN)  | ۲۷۳ کیلوگرم | ریاض, عربستان سعودی | ۱۳ سپتامبر ۲۰۲۳ |  |
|              |        |                      |             |                     |                 |  |
| رکورد المپیک | یک ضرب | Olympic Standard     | ۱۱۵ کیلوگرم | —                   |                 |  |
| رکورد المپیک | دو ضرب | Olympic Standard     | ۱۴۸ کیلوگرم | —                   |                 |  |
| رکورد المپیک | مجموع  | Olympic Standard     | ۲۶۵ کیلوگرم | —                   |                 |  |

رکوردهای جدید این وزن به شرح زیر است:
| مدل   | ورزشکار             | رکورد جدید  | گونه |
| ----- | ------------------- | ----------- | ---- |
| یک‌ضرب | آنگی پالاسیوس (ECU) | ۱۱۶ کیلوگرم | ر.ک  |
| یک‌ضرب | اولیویا ریوس (USA)  | ۱۱۷ کیلوگرم | ر.ک  |

## نتایج
| رتبه | ورزشکار          | ملیت                    | یک‌ضرب (کیلوگرم) | یک‌ضرب (کیلوگرم) | یک‌ضرب (کیلوگرم) | یک‌ضرب (کیلوگرم) | دوضرب (کیلوگرم) | دوضرب (کیلوگرم) | دوضرب (کیلوگرم) | دوضرب (کیلوگرم) | مجموع |
| رتبه | ورزشکار          | ملیت                    | ۱               | ۲               | ۳               | نتایج           | ۱               | ۲               | ۳               | نتایج           | مجموع |
| ---- | ---------------- | ----------------------- | --------------- | --------------- | --------------- | --------------- | --------------- | --------------- | --------------- | --------------- | ----- |
| 1    | اولیویا ریوس     | ایالات متحده آمریکا     | ۱۱۲             | ۱۱۵             | ۱۱۷             | ۱۱۷ ر.ک         | ۱۴۰             | ۱۴۵             | ۱۵۰             | ۱۴۵             | ۲۶۲   |
| 2    | ماری سانچس       | کلمبیا                  | ۱۰۸             | ۱۱۲             | ۱۱۲             | ۱۱۲             | ۱۳۵             | ۱۴۰             | ۱۴۵             | ۱۴۵             | ۲۵۷   |
| 3    | آنگی پالاسیوس    | اکوادور                 | ۱۱۰             | ۱۱۴             | ۱۱۶             | ۱۱۶             | ۱۳۵             | ۱۳۸             | ۱۴۰             | ۱۴۰             | ۲۵۶   |
| ۴    | سیوزانا والودزکا | ورزشکاران بی‌طرف انفرادی | ۱۰۸             | ۱۱۱             | ۱۱۳             | ۱۱۱             | ۱۳۵             | ۱۴۰             | ۱۴۲             | ۱۳۵             | ۲۴۶   |
| ۵    | ماری فگی         | فرانسه                  | ۱۱۰             | ۱۱۰             | ۱۱۴             | ۱۱۰             | ۱۳۲             | ۱۳۳             | ۱۳۸             | ۱۳۳             | ۲۴۳   |
| ۶    | چن ون-هوئی       | چین تایپه               | ۱۰۲             | ۱۰۳             | ۱۰۶             | ۱۰۳             | ۱۳۳             | ۱۳۹             | ۱۴۰             | ۱۳۳             | ۲۳۶   |
| ۷    | جوی اوگبونه ازه  | نیجریه                  | ۹۵              | ۱۰۱             | ۱۰۵             | ۱۰۱             | ۱۲۰             | ۱۲۷             | ۱۳۱             | ۱۳۱             | ۲۳۲   |
| ۸    | آماندا اسکات     | برزیل                   | ۱۰۰             | ۱۰۴             | ۱۰۶             | ۱۰۶             | ۱۱۷             | ۱۲۳             | ۱۳۱             | ۱۲۳             | ۲۲۹   |
| ۹    | نعیمه سعید       | مصر                     | ۹۷              | ۱۰۱             | ۱۰۲             | ۹۷              | ۱۲۰             | ۱۲۵             | —               | ۱۲۵             | ۲۲۲   |
| ۱۰   | ژاکلین نیشل      | استرالیا                | ۹۰              | ۹۴              | ۹۸              | ۹۴              | ۱۱۵             | ۱۲۰             | ۱۲۰             | ۱۱۵             | ۲۰۹   |
| —    | لوردانا توما     | رومانی                  | ۱۱۱             | ۱۱۵             | ۱۱۷             | ۱۱۵             | ۱۳۱             | ۱۳۳             | ۱۳۴             | —               | DNF   |
| —    | وانسا سارنو      | فیلیپین                 | ۱۰۰             | ۱۰۰             | ۱۰۰             | —               | —               | —               | —               | —               | DNF   |